# Marios Kyriakou
Marios Kyriakou (in greco: Μάριος Κυριάκου; 13 gennaio 1974) è un ex calciatore cipriota, di ruolo centrocampista.

## Carriera

### Club
Ha giocato nella massima serie cipriota con Apollon Limassol, AEL Limassol ed Ethnikos Achnas.

### Nazionale
Ha giocato la sua unica partita con la nazionale cipriota nel 1999.